# Rousskoe obozrenie
Rousskoe obozrenie (en russe : Русское обозрение) signifiant Revue russe est un magazine, édité dans l'Empire russe à la fin du XIXe siècle.

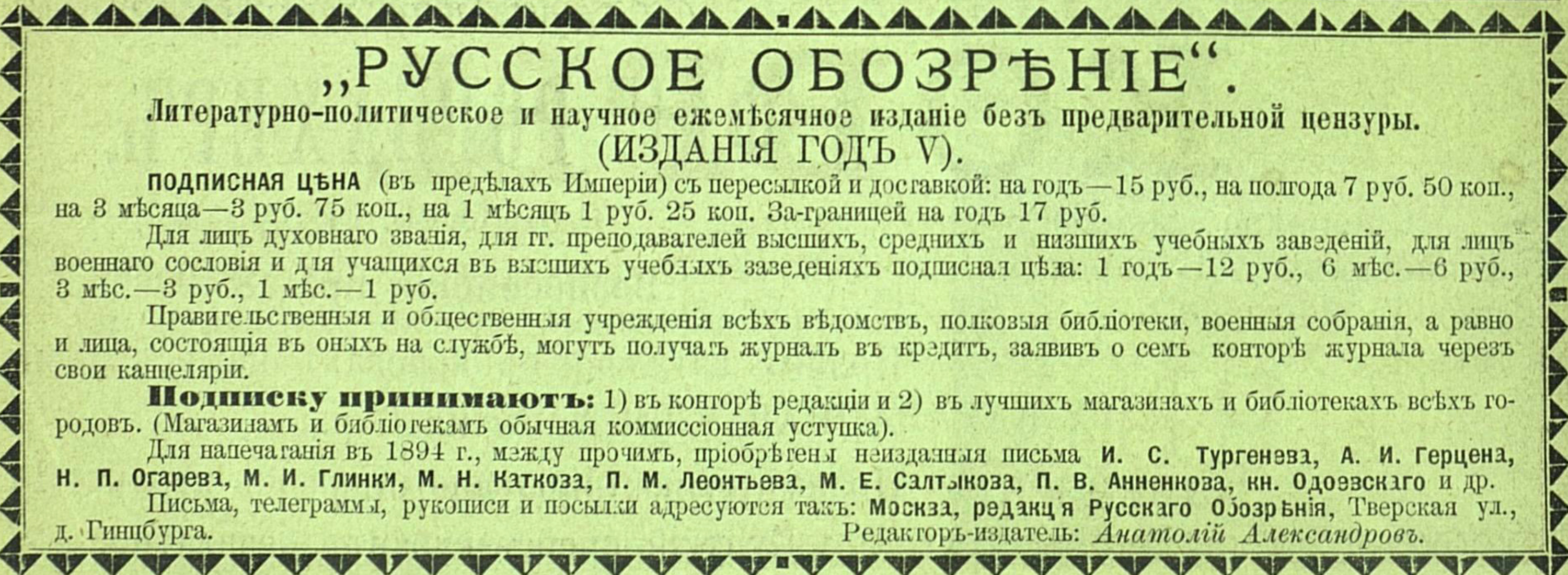
Publicité pour le magazine en 1894.

Comme publication périodique, l'édition Rousskoe obozrenie a paru à Moscou en langue russe, chaque mois des années 1890 à 1898. En 1898, la publication est interrompue au mois de mai, la publication de mai ne paraît qu'en novembre 1898. En 1901, un seul numéro est paru et, en 1903, trois autres numéros.
Les trois premières années, l'édition était placée sous la direction de N. Boborykine, conseiller de rédaction puis du prince Dmitri Tsertelev (ru), et enfin, en 1892, du rédacteur-éditeur Anatoli Alexandrov. En 1901, l'édition est reprise sous la direction de A. Filippov et, en 1903, paraissent encore trois numéros.
Dès le début de sa parution, le magazine Rousskoe Obozrenie était proche du conservatisme, mais avec des nuances qui lui permettaient de placer des articles de la plume de Vladimir Soloviev. 
Progressivement, le journal est devenu l'organe central du camp réactionnaire et ses principaux collaborateurs sont Vladimir Gringmout (ru) (Spectator), Léon Tikhomirov (ru), Nikita Guiliarov-Platonov (ru), Constantin Pobiedonostsev, Mikhaïl Soloviov (ru), le prêtre Joseph Foudel (ru), Iouri Govoroukha-Otrok (ru), Ieronim Iassinski (ru), Apollon Korinfski. Vassili Rozanov, jusqu'à sa rupture avec l'obscurantisme, a été le zélé collaborateur de Rousskoe obozrenie, dans lequel a été publié un article sur la tragédie de Khodynka. 
L'éditeur réel de la revue était le fabricant D. I. Morozov, qui a dépensé plus de 200 000 roubles pour le soutenir. Le magazine était également soutenu financièrement par l'empereur Alexandre III.
Sur le plan purement littéraire, le magazine disposait pour les spécialistes d'un département particulier : Matériaux pour l'histoire de la nouvelle littérature russe, qui éditait de nombreuses lettres d'écrivains russes. L'intérêt des lecteurs venait aussi des publications de plusieurs Mémoires dont ceux d'Afanassi Fet, des lettres nombreuses d'Ivan Tourgueniev, de Léon Tolstoï, de Vassili Botkine, de Constantin Léontiev, Fiodor Dostoïevski, des articles de Dmitri Merejkovski, Ernest Radlov (ru), Vassili Rozanov, Vladimir Soloviev, Dmitri Tsvetaiev (ru), des traductions de Ernst Theodor Amadeus Hoffmann, de Rudyard Kipling, Paul Bourget, Ernest Renan, Pierre Loti, Guy de Maupassant, Henryk Sienkiewicz, Mark Twain.
Le magazine Rousskoe obozrenie a également publié des poèmes de Constantin Balmont, Arseni Golenichtchev-Koutouzov (ru), K. R. (pseudonyme de Constantin Constantinovitch de Russie), Apollon Maïkov, Dmitri Merejkovski, Iakov Polonski, Vladimir Soloviev, Fiodor Sologoub, Afanassi Fet.
La prose y est représentée par Maria Krestovskaïa, Nikolaï Leskov, Evgueni Markov (ru), Salias de Tournemire (ru), Vladimir Soloviev, Ieronim Iassinski (ru). 

## Édition électronique du magazine
- указатель к 1895-1897 гг. Hathitrust Chicago = Google Books = Internet Archive

### 1.1890
- 1.1890, N° 1+2 (tome 1) Hathitrust Chicago = Google Books

### 2.1891
- 2.1891, N° 3+4 (tome 8)¹ Hathitrust Chicago
- 2.1891, N° 5+6 (tome 9)¹ Hathitrust Illinois
- 2.1891, N° 7+8 (tome 10)¹
- 2.1891, N° 9+10 (tome 11)¹ Hathitrust Chicago
- 2.1891, N° 11 (tome 12)¹ Hathitrust Chicago = Google Books

¹ Официальный пересчет томов согласно титульному листу = тома 1-6 за 1891 год

### 3.1892
- 3.1892, N° 1 (tome 13)² Robarts - University of Toronto
- 3.1892, N° 2 (tome 13)² Robarts - University of Toronto
- 3.1892, N° 3 (tome 14)² Robarts - University of Toronto
- 3.1892, N° 4 (tome 14)² Robarts - University of Toronto
- 3.1892, N° 5 (tome 15)² Robarts - University of Toronto
- 3.1892, N° 6 (tome 15)² Robarts - University of Toronto
- 3.1892, N° 7 (tome 16)² Robarts - University of Toronto
- 3.1892, N° 8 (tome 16)² Robarts - University of Toronto
- 3.1892, N° 9 (toem 17)² Robarts - University of Toronto
- 3.1892, N° 10 (tome 17)² Robarts - University of Toronto
- 3.1892, N° 11 (tome 18)² Robarts - University of Toronto
- 3.1892, N° 12 (tome 18)² Robarts - University of Toronto

² Официальный пересчет томов согласно титульному листу = тома 1-6 за 1892 год

### 4.1893
- 4.1893, N° 1 (tome 19) Hathitrust Chicago = Google Books
- 4.1893, N° 2 (tome 19) Hathitrust Chicago = Google Books
- 4.1893, N° 3 (tome 20) Hathitrust Chicago = Google Books
- 4.1893, N° 4 (tome 20) Hathitrust Chicago = Google Books
- 4.1893, N° 5 (tome 21) Hathitrust Chicago = Google Books
- 4.1893, N° 6 (tome 21) Hathitrust Chicago = Google Books
- 4.1893, N° 7 (tome 22) Hathitrust Chicago = Google Books
- 4.1893, N° 8 (tome 22) Hathitrust Chicago = Google Books
- 4.1893, N° 9 (tome 23) Google Books (U Chicago)
- 4.1893, N° 10 (tome 23) Hathitrust Chicago = Google Books
- 4.1893, N° 11 (tome 24) Hathitrust Chicago = Google Books
- 4.1893, N° 12 (tome 24) Google Books (U Chicago)

### 5.1894 - 6.1895
- 5.1894, N° 7 (tome 28) Hathitrust Chicago = Google Books
- 5.1894, N° 8 (tome 28) Hathitrust Chicago = Google Books
- 5.1894, N° 10 (tome 29) Hathitrust Chicago = Google Books
- 5.1894, N° 11 (tome 30) Hathitrust Chicago = Google Books

- 6.1895, N° 1 (tome 31) Hathitrust Chicago = Google Books
- 6.1895, N° 12 (tome 36) Hathitrust Chicago = Google Books

### 7.1896 - 8.1897
- 7.1896, N° 1-2 (tome 37) Hathitrust Chicago = Google Books = Internet Archive
- 7.1896, N° 11 (tome 42) Hathitrust Chicago = Google Books = Internet Archive

- 8.1897, N° 1-2 (tome 43) Hathitrust Chicago = Google Books = Internet Archive
- 8.1897, N° 3 (tome 44)
- 8.1897, N° 4 (tome 44) Hathitrust Chicago = Google Books = Internet Archive
- 8.1897, N° 5 (tome 45) Hathitrust Chicago = Google Books = Internet Archive

### 9.1898, N° 1 - N° 5
- 9.1898, N° 1 (tome 49) Hathitrust Chicago = Google Books = Internet Archive
- 9.1898, N° 2 (tome 49) Hathitrust Chicago = Google Books = Internet Archive
- 9.1898, N° 3 (tome 50) Hathitrust Chicago = Google Books = Internet Archive
- 9.1898, N° 4 (tome 50) Hathitrust Chicago = Google Books = Internet Archive
- 9.1898, N° 5 (tome 51) Hathitrust Chicago = Google Books = Internet Archive